# Melissa Dell
Melissa Dell (nacida 1983 o 1984) es una economista y profesora de Economía en la Universidad de Harvard. Sus intereses de búsqueda incluyen economía del desarrollo, economía política, e historia económica.
En 2014, el Fondo Monetario Internacional nombró a Dell entre las 25 economistas más brillantes. En 2018, Dell recibió el Premio de Investigación Elaine Bennett y la revista The Economist la nombró entre los mejores 8 mejores economistas de la década. En 2020, fue ganadora de la Medalla John Bates Clark.

## Biografía
Dell creció en Enid, Oklahoma. Fue la primera estudiante de su preparatoria en asistir a la Universidad de Harvard.
Obtuvo la Licenciatura de Economía (summa cum laude) en la Universidad de Harvard en 2005 y obtuvo la maestría en Economía en la Universidad de Oxford en 2007. En 2012, completó su doctorado en Economía en el Instituto de Tecnología de Massachusetts. Al terminar sus estudios fue miembro de la Harvard Society of Fellows de 2012 a 2014.
Desde 2014, se desempeña como Profesora en la facultad de Economía de la Universidad de Harvard.

## Investigación
Sus intereses de investigación incluyen economía del desarrollo, historia económica y economía política. Su trabajo se ha enfocado principalmente en explicar el desarrollo a través de la persistencia de instituciones históricas.

## Selección de publicaciones
- Dell (2010). «The Persistent Effects of Peru's Mining Mita». Econometrica 78 (6): 1863-1903. doi:10.3982/ecta8121.
- Dell, Melissa, Benjamin F. Jones, and Benjamin A. Olken. "Temperature shocks and economic growth: Evidence from the last half century." American Economic Journal: Macroeconomics 4, no. 3 (2012): 66-95.  Refutado en Econ Journal Watch.[5]
- Dell, Melissa, Benjamin F. Jones, and Benjamin A. Olken. "What do we learn from the weather? The new climate-economy literature." Journal of Economic Literature 52, no. 3 (2014): 740-98.
- Dell, Melissa. "Trafficking networks and the Mexican drug war." American Economic Review 105, no. 6 (2015): 1738-79.
- Dell, Melissa, and Pablo Querubin. "Nation building through foreign intervention: Evidence from discontinuities in military strategies." The Quarterly Journal of Economics 133, no. 2 (2018): 701-764.